# Paperboy
Paperboy (Japans: ペーパーボーイ) is een computerspel dat werd ontwikkeld door Atari Games en werd uitgegeven door Mindscape. Het spel kwam in 1986 uit voor de Commodore 64, BBC Micro en de ZX Spectrum. Later volgden ook andere platforms. Het doel van het spel is bij je klanten de krant bezorgen en bij niet-klanten een zo groot mogelijk schade aan te brengen. Naarmate het spel moeilijker wordt, komen er telkens meer obstakels op je weg, zoals bouwvakkers, skateboarders, honden, katten, auto's en zelfs een tornado.

## Platforms
| Jaar | Platform                                                            |
| ---- | ------------------------------------------------------------------- |
| 1984 | Arcade                                                              |
| 1986 | BBC Micro, Commodore 64, Electron, Commodore 16 Plus/4, ZX Spectrum |
| 1987 | Amstrad CPC                                                         |
| 1988 | Apple IIgs, DOS, NES                                                |
| 1989 | Amiga, Atari ST                                                     |
| 1990 | Game Boy, Lynx, SEGA Master System                                  |
| 1991 | Game Gear, Sega Mega Drive                                          |
| 1999 | Game Boy Color                                                      |
| 2005 | J2ME                                                                |
| 2007 | Xbox 360                                                            |
| 2009 | BlackBerry                                                          |

## Ontvangst
| Beoordeeld door                       | Platform           | Datum            | Score |
| ------------------------------------- | ------------------ | ---------------- | ----- |
| ACE (Advanced Computer Entertainment) | Commodore 64       | november 1989    | 100%  |
| CU Amiga                              | Amiga              | september 1989   | 83%   |
| Amiga Joker                           | Amiga              | december 1989    | 80%   |
| neXGam                                | Game Gear          | 2002             | 73%   |
| neXGam                                | Lynx               | 2003             | 70%   |
| Sega Force                            | Game Gear          | 11 januari 1993  | 68%   |
| Just Games Retro                      | NES                | 18 maart 2007    | 68%   |
| SegaFan.com                           | SEGA Master System | 3 februari 2003  | 63%   |
| UOL Jogos                             | Xbox 360           | 15 februari 2007 | 60%   |
| 64'er                                 | Commodore 64       | februari 1987    | 53%   |

## Trivia
- Het spel is opgenomen in het boek 1001 Video Games You Must Play Before You Die van Tony Mott.